# 프란츠 귀르트너

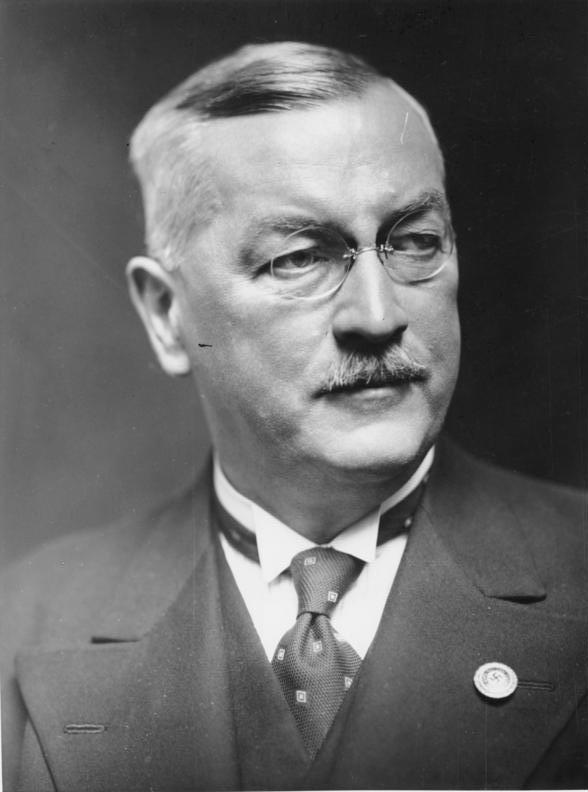
Franz Gürtner

프란츠 귀르트너(Franz Gürtner, 1881년 8월 26일 ~ 1941년 1월 29일)는 바이마르 공화국, 제3제국 시대의 독일의 정치인이다. 아돌프 히틀러 내각에서 법무장관을 지냈다.
귀르트너는 레겐스부르크 (Regensburg)에서 기관차 운전기사의 아들로 태어나 뮌헨 대학교에서 법학을 전공하였다. 제1차 세계 대전 당시에는 서부 전선에 참전한 뒤, 팔레스타인에 파견되었고, 전쟁 중에는 1급 철십자장과 2급 철십자장을 수여받았다.
전후에는 법률직에서 일했으며, 1922년에 바이에른주의 법무장관에 올랐다. 보수 정당인 독일국가인민당의 당원이었던 귀르트너는 히틀러와 같은 우익 과격파에게 굉장히 동정적이었고, 히틀러가 일으킨 뮌헨 쿠데타의 실패로 재판대에 오른 나치 당원에게 관대한 판결이 내려지도록 하였다. 그 후에는 1932년 프란츠 폰 파펜 내각과 쿠르트 폰 슐라이허 내각에서 법무장관을 지냈다.
1933년 나치가 정권을 장악한 후에도 히틀러 아래에서 법무장관에 유임하였고, 재판관 중에 나치의 변호사를 잇달아 포함시켜 사법의 나치화를 진행시켰다. 한편으로는 사법권의 독립을 지키려고 하여 게슈타포의 무법 수사에는 혐오감을 나타내기도 하였다. 1941년 베를린에서 세상을 떠났다.

## 같이 보기
- T4 작전